# Red Hood: The Lost Days
Red Hood: The Lost Days (с англ. — «Красный колпак: Потерянные дни») — ограниченная серия комиксов, состоящая из 6 выпусков, которую в 2010 году издавала компания DC Comics.

## Сюжет
Ра’с аль Гул обвиняет свою дочь в том, что она выпустила на волю зло. Показывается флешбэк, в котором несколько лет назад они обсуждали гибель Джейсона Тодда от рук Джокера. Отец просит Талию отбросить свои чувства к Бэтмену и никак не помогать ему. Она отправляется в Готэм и узнаёт, что Бэтмен стал жёстче, и вскоре выясняет, что Тодд как-то выжил, но из-за повреждений мозга теперь не разговаривает. Она долго проводит исследование, но затем отец приказывает ей остановиться, поскольку даже если она вылечит Тодда для Бэтмена, Уэйн её не полюбит. Тогда Талия идёт на отчаянный шаг и толкает Джейсона в Ямы Лазаря, благодаря которым Ра’с возвращает свою молодость.
Джейсон находит и убивает одного из подручных Джокера. Ра’с отчитывает Талию за то, что она бросила Тодда в Яму Лазаря. Идя по переулку, Джейсон злится, вспоминая как Джокер избивал его монтировкой и оставил умирать вблизи бомбы. Агенты Талии докладывают, что упустили Тодда. Джейсон использует Пингвина, чтобы отвлечь внимание Бэтмена, а сам подбирается к бэтмобилю и устанавливает на нём взрывчатку. Когда Тёмный рыцарь разбирается с головорезами Пингвина, он возвращается к машине и уезжает: Джейсон не решается взорвать автомобиль. В разговоре с Талией он объясняет, что хочет убить его своими руками за то, что герой не отомстил Джокеру. Талия понимает, что Тодд сходит с ума, как и предупреждал её отец, о чём она рассказывает своему помощнику.
Джейсон начинает обучаться мастерству убийства у Игона. Его для Тодда нашла Талия. Он находится в лагере строгой дисциплины, однако вскоре узнаёт что учитель торгует детьми. Джейсон останавливает конвой Игона, перевозивший детей, и расправляется с его приспешниками. Игон не понимает, в чём задержка, и тогда в его комнату заходит Джейсон и нападает. Учитель доминирует над Тоддом, говоря, что ученику не победить, но Джейсон раскрывает, что отравил энергетик Игона, и злодей падает и умирает. После Тодд рассказывает о случившемся Талии, и она остаётся довольна, что Джейсон чему-то обучился.
Талия нанимает Тодду несколько новых учителей, которые в итоге оказываются преступниками и погибают от рук Джейсона. Нынешним наставником Тодда является подрывник Шурик Иванко из Лондона, которого русский клан нанимает для взрывов по городу, в чём решат обвинить арабов, а угрозу мафии сдвинут на второй план. В разговоре с Талией Джейсон также узнаёт, что у Бэтмена появился новый Робин — Тим Дрейк. Это обескураживает Тодда. Он сосредотачивается на деле и решает обезвредить бомбы Шурика. Проникнув на склад, Джейсон делает это, но его настигает банда. Тодд взрывает бомбы, убивая преступников, но когда выходит на улицу, его встречает наниматель Шурика Юрий Каранов с ещё одной группой наёмников.
Джейсон сначала пытается притвориться своим, но, сумев отвлечь внимание бандитов, нападает на Каранова и простреливает ему ногу. Он прогоняет наёмников, а сам идёт к Шурику и выпытывает, есть ли у того ещё бомбы. Он связывает наставника и отправляется к арабским подросткам, которых хотели обвинить в подрывах. Одного он успевает предупредить, чтобы тот обезвредил бомбы в его рюкзаке, а когда добирается до девушки Сьюзен, бомба уже вот-вот взорвётся, поэтому Тодд сбрасывает её с моста. Вернувшись домой, Джейсон сталкивается с Карановым и бандой, которые выпытали у Шурика его адрес. Он убивает всех, но в живых остаётся один наёмник, который убеждает Джейсона не стрелять, говоря, что знает, где найти Джокера.
Русский рассказывает, что его двоюродный брат работает на Джокера. Тодд выпытывает у последнего информацию и подстраивает его автокатастрофу. Он прослушивает встречу Джокера с торговцами оружия и узнаёт, что груз будет на пристани Лос-Анджелеса. Джейсон отправляется туда и, прострелив Джокеру ногу, запирается с ним на складе. Однако он так и не решается убить его, затем сбегая. Он рассказывает Талии, что это не поможет. Она сообщает, что её отец умер, и предлагает Джейсону стать лучшим Бэтменом без моральных границ. Затем она целует его, и у них происходит половой акт. Наутро Джейсон видит записку Талии в ноутбуке, в которой говорится, что ему нужно встретиться с человеком по имени Хаш. Тодд делает это, и суперзлодей предлагает ему объединиться. Он также говорит, что Загадочник назвал ему имя Бэтмена. Джейсон подтверждает, что это Брюс Уэйн. Впоследствии Тодд становится линчевателем по прозвищу Красный колпак.

### Выпуски
| № | Название                                 | Дата выхода     | Оценка на Comic Book Roundup   |
| - | ---------------------------------------- | --------------- | ------------------------------ |
| 1 | The First Step                           | 2 июня 2010     | 7,3 из 10 на основе 6 рецензий |
| 2 | Baptism                                  | 8 июля 2010     | 6,9 из 10 на основе 4 рецензий |
| 3 | School                                   | 4 августа 2010  | н/д                            |
| 4 | Higher Learning                          | 1 сентября 2010 | 7,2 из 10 на основе 2 рецензий |
| 5 | After School Activities                  | 6 октября 2010  | н/д                            |
| 6 | Conclusion, Benediction and Commencement | 3 ноября 2010   | 9 из 10 на основе 1 рецензии   |

### Сборники
| Название                         | Тип            | Дата выхода  | Собранный материал           | Кол-во страниц | ISBN                       |
| -------------------------------- | -------------- | ------------ | ---------------------------- | -------------- | -------------------------- |
| Batman: Red Hood — The Lost Days | Мягкая обложка | 22 июня 2011 | Red Hood: The Lost Days #1-6 | 144            | 978-1401231644, 1401231640 |

## Реакция

### Отзывы критиков
На сайте Comic Book Roundup серия имеет оценку 7,6 из 10 на основе 13 рецензий. Дэн Филлипс из IGN дал первому выпуску 8,2 балла из 10 и похвалил работу сценариста над отношениями Талии аль Гул с её отцом. Второму выпуску он дал 8 баллов из 10, а четвёртому — 7,5 из 10. Дуг Завиша из Comic Book Resources, обозревая дебют, посчитал, что «рисунки Раймонди почти идеально подходят для этой истории».

### Продажи
Ниже представлен график продаж комикса за первый месяц выпуска на территории Северной Америки.